# يوسف العسكري
يوسف العسكري سباح كويتي من مواليد 25 مارس 1994 نافس في سباحة الفراشة 200 متر في دورة الألعاب الاولمبية الصيفية عام 2012، وكان القضاء خلال ارتفاع درجات الحرارة.

## روابط خارجية
- يوسف العسكري على موقع أوليمبيديا (الإنجليزية)